# Jean Thouvenot
Pour les articles homonymes, voir Thouvenot.
Jean Paul Charles Thouvenot, né le 31 mai 1918 à Vittel (Vosges) et mort le 10 juin 2010 à Neufchâteau (Vosges), est un professeur de lettres classiques, militant socialiste, romaniste et journaliste, auteur de travaux d'onomastique concernant les départements des Vosges, de la Meuse et de la Meurthe-et-Moselle.

## Biographie

### Origines et formation
Jean Paul Charles Thouvenot naît à Vittel (Vosges) le 31 mai 1918 de Jules Thouvenot, comptable, et d'Élise Laprevote, institutrice. Ses parents sont tous deux originaires du sud-ouest du département des Vosges (cantons de Lamarche et de Monthureux-sur-Saône) : son grand-père paternel était maréchal-ferrant, tandis que son grand-père maternel avait une formation autodidacte de mécanicien.
Après une scolarité jusqu'en 1935 au collège de Neufchâteau — ville dans laquelle son père a retrouvé en 1919 son poste de comptable dans une brasserie —, il poursuit des études de lettres classiques en khâgne au lycée Henri-Poincaré de Nancy, ainsi qu'à l'université de cette même ville où il obtient une licence de lettres en 1937. 
Il se fait remarquer de la presse nationale quelques mois plus tard en publiant un manifeste dénonçant l’inefficacité de la Société des nations, qu'il préfère voir reconstituée en « Société des peuples ».

### Vie professionnelle
Il entame un diplôme d'études supérieures sur le patois lorrain sous la direction de Marcel Cressot lorsque la guerre éclate. Aspirant dans l'infanterie, il devra patienter en zone libre jusqu'en juin 1941 pour être démobilisé. Il est alors affecté comme professeur de lettres classiques aux collèges de Neufchâteau, puis au lycée Raymond-Poincaré de Bar-le-Duc (Meuse) avant de passer quelques mois en Sarre dans les troupes d'occupation en 1945.   
En 1949 et 1952, alors qu'il est professeur à Bar-le-Duc, il est le secrétaire-adjoint de la fédération SFIO de la Meuse. C'est dans cette même période qu'il se penche sur les noms parfois fantaisistes donnés après la Révolution française aux enfants trouvés à Nancy,, ainsi que sur les patronymes et prénoms lorrains. De retour à Neufchâteau au début des années 1960, il termine sa carrière en développant la formation continue au sein du Greta de l'ouest vosgien.
Sous le nom de plume espiègle du « Martinet », il tient la chronique hebdomadaire « De mon perchoir » dans le journal local L'Abeille. Il y hume l'air du temps, moquant tics de langages des temps modernes ou promesses électorales non tenues.
Il est aussi pendant près de trente ans (1957–1984) membre du comité de rédaction du Pays lorrain, sous la direction de Pierre Marot, membre de l'Institut et l'un de ses anciens professeurs de licence.

### Vie privée
Président pendant des décennies de plusieurs associations et clubs de la région de Neufchâteau (tennis-club néocastrien, unité locale de la Croix-Rouge française, anciens élèves du lycée, section locale du club philatélique lorrain), il a aussi créé l'antenne néocastrienne de l'Université de la culture permanente.
Il meurt à Neufchâteau le 10 juin 2010. Il avait épousé en 1951 Magdelaine Richelet (1921–2021), institutrice, dont il avait eu deux fils, François et Claude.

## Distinctions
- Officier de l'ordre des Palmes académiques[11]